# Elsa Öhrn
Elsa Öhrn, född 22 mars 2003, är en svensk skådespelare.
Öhrns karriär som skådespelare började med att hon medverkade i filmen Berts dagbok från 2020. Det stora genombrottet fick hon när hon spelade huvudrollen Elisabeth i Vinterviken 2021. År 2023 spelar hon en av huvudrollerna i filmen Ett sista race.

## Filmografi (i urval)
- 2020 – Berts dagbok
- 2021 – Vinterviken
- 2023 – Ett sista race
- 2024 – Främlingar (TV-serie)
- 2025 – Stenbeck (TV-serie)